# Rabenberg (Erzgebirge)
Der Rabenberg ist ein 912,8 m ü. NHN hohes Bergmassiv im Erzgebirge zwischen Johanngeorgenstadt und Breitenbrunn im sächsischen Erzgebirgskreis unweit der Grenze zu Tschechien. Es werden der Vordere und der Hintere Rabenberg unterschieden, die zusammen eine bewaldete Fläche von etwa drei Kilometer Durchmesser bilden. Die Streusiedlung auf dem Rabenberg ist ein Ortsteil von Breitenbrunn.

## Geologie
Das Gebiet liegt in der inneren und äußeren Kontaktzone des Eibenstocker Granitmassivs. In der inneren Kontaktzone herrschen Andalusitglimmerfels und Fruchtschiefer vor, in der äußeren fleckige Phyllite in denen Quarzite und Amphibolite eingelagert sind. Feinkörniger Granit kommt nur am westlichen Fuß des Bergmassivs vor. Am Nordost-Hang steht ein Greisenkörper an, der Gegenstand eines unbedeutenden Zinnerzbergbaus war. Auch kleinere Lagerstätten von Schwefelkies sind entdeckt worden. Zinnerze und silberhaltige Gesteine wurden im 18. und 19. Jahrhundert zwecks Metallgewinnung abgebaut.

## Flora und Fauna
Buchen, Tannen und Fichten sind die vorherrschenden Waldbäume auf dem Rabenberg-Massiv.
Folgende Tiere wurden am Rabenberg häufig beobachtet: schwarz-braune Eichhörnchen, Fichtenkreuzschnabel, Schwarzspechte, Eulen und Käuze, Tannenhäher, Eichelhäher, Buchfinken, Meisen, Rotkehlchen, Goldhähnchen, Kuckuck, Mäusebussard. An Insekten kommen Ameisen, Spinnen und Schmetterlinge vor.

## Geschichte

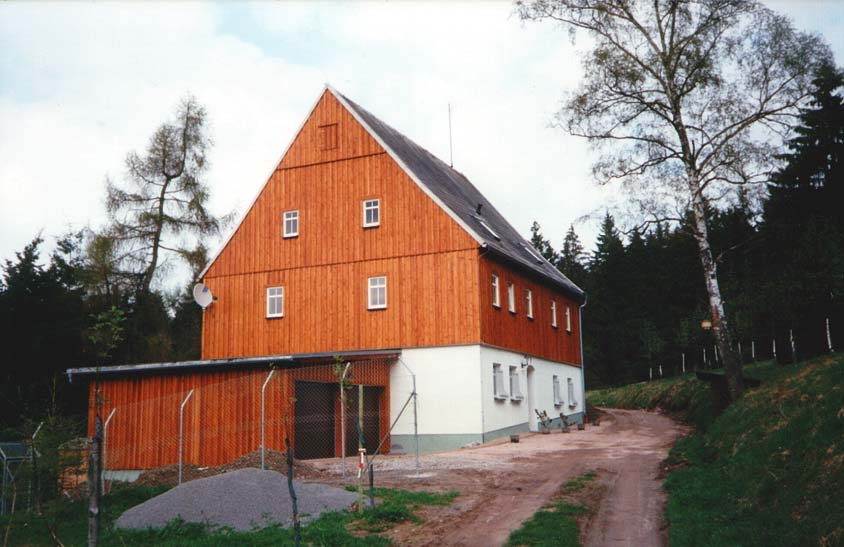
Alt-Rabenberg (um 2001)

Bereits in der frühen Neuzeit herrschte in der Umgebung des Berges reger Zinn- und Eisenerzbergbau, im 18. Jahrhundert wurde das Vorhandensein von mindestens 66 Zechen dokumentiert. Erwähnenswert ist, dass einige der damals bedeutenden Bergwerke („Philippi Jakobi“, „Reiche Zeche“, „Valerian“, „Aaron“, „Friedrich-August-Stolln“) von Gewerkschaften betrieben wurden. Die übrigen Gruben (wie „Osterlamm Fundgrube“, „Wolfgang“, „Rote Zeche“, „Helene-Stollen“, „Karfreitagglück)“ gehörten Eigenlehnern, also Bergleuten, die die Grube gepachtet hatten und auf eigenen Lohn arbeiteten.
1664 erhielt Christian Rockstroh die Konzession zum Hausbau am Rabenberg.
Im Zusammenhang mit dem Uranbergbau der SDAG Wismut entstand 1948 auf dem Plateau die gleichnamige Bergarbeitersiedlung Rabenberg.
Auf dem Hinteren Rabenberg stand bis 1846 das Preißhaus mit der Preißhausbuche.

## Wege auf den Berg und Umgebung
Der Rabenberg ist über eine Straße von Breitenbrunn aus zu erreichen. Für Wanderer führen mehrere Wege von Breitenbrunn, Erlabrunn und Johanngeorgenstadt auf den Berg. Einige der Wanderwege erinnern mit ihren volkstümlichen Namen („Heuschuppenweg“, „Tränktrögel“, „Soldatenbrunn“) an Orientierungspunkte oder überlieferte Berichte.
Der eigentliche Gipfel ist bewaldet und bietet keine Aussicht. Allerdings befindet sich hier ein Felsen mit einem alten Vermessungspunkt. In seiner Nähe führt der Galgenflügel in südöstliche Richtung zum Wandergrenzübergang an der Himmelswiese. Von hier aus führen  Wanderwege nach Halbemeile, Rozhraní und zum Berghotel Roter Fuchs in Podlesí.

## Sport
In der Nähe des Gipfels befindet sich ein großer Sportpark mit vielfältigen Betätigungsmöglichkeiten. Der Rabenberg ist darüber hinaus mit mehreren Trailstrecken für Mountainbiker erschlossen.